# Anoplodactylus eroticus
Anoplodactylus eroticus är en havsspindelart som beskrevs av Stock, J.H. 1968. Anoplodactylus eroticus ingår i släktet Anoplodactylus och familjen Phoxichilidiidae. Inga underarter finns listade i Catalogue of Life.